# Phylolestes ethelae
Phylolestes ethelae – gatunek ważki z rodziny Synlestidae; jedyny przedstawiciel rodzaju Phylolestes. Jest endemitem wyspy Haiti na Karaibach.